# Acidodontium
Acidodontium nom. cons, biljni rod kojemu pripada 14 priznatih vrsta pravih mahovina iz porodice Bryaceae.

## Vrste
1. Acidodontium exaltatum
2. Acidodontium heteroneuron
3. Acidodontium integrifolium
4. Acidodontium lanceolatifolium
5. Acidodontium lonchotrachylon
6. Acidodontium longifolium
7. Acidodontium megalocarpum
8. Acidodontium pallidum
9. Acidodontium ramicola
10. Acidodontium rhamphostegium
11. Acidodontium seminerve
12. Acidodontium sprucei
13. Acidodontium subrotundum
14. Acidodontium trachyticola